# Forte Prato Piazza
Il forte di Prato Piazza (in tedesco Sperrwerk Plätzwiese) sorge sull'omonima cima, nella val di Landro, in Alto Adige. Il forte appartiene al grande sistema di fortificazioni austriache al confine italiano.
Il forte fu costruito tra il 1888 e il 1895, dall'Impero austro-ungarico.
Il forte sorge ad una quota di 2040 metri s.l.m., difendendo dall'alto la valle insieme al forte di Landro
Il forte può essere raggiunto sia da Braies che da Carbonin, dove si trova una strada militare, che in leggera salita, e con molti tornanti, raggiunge il forte.

## Storia

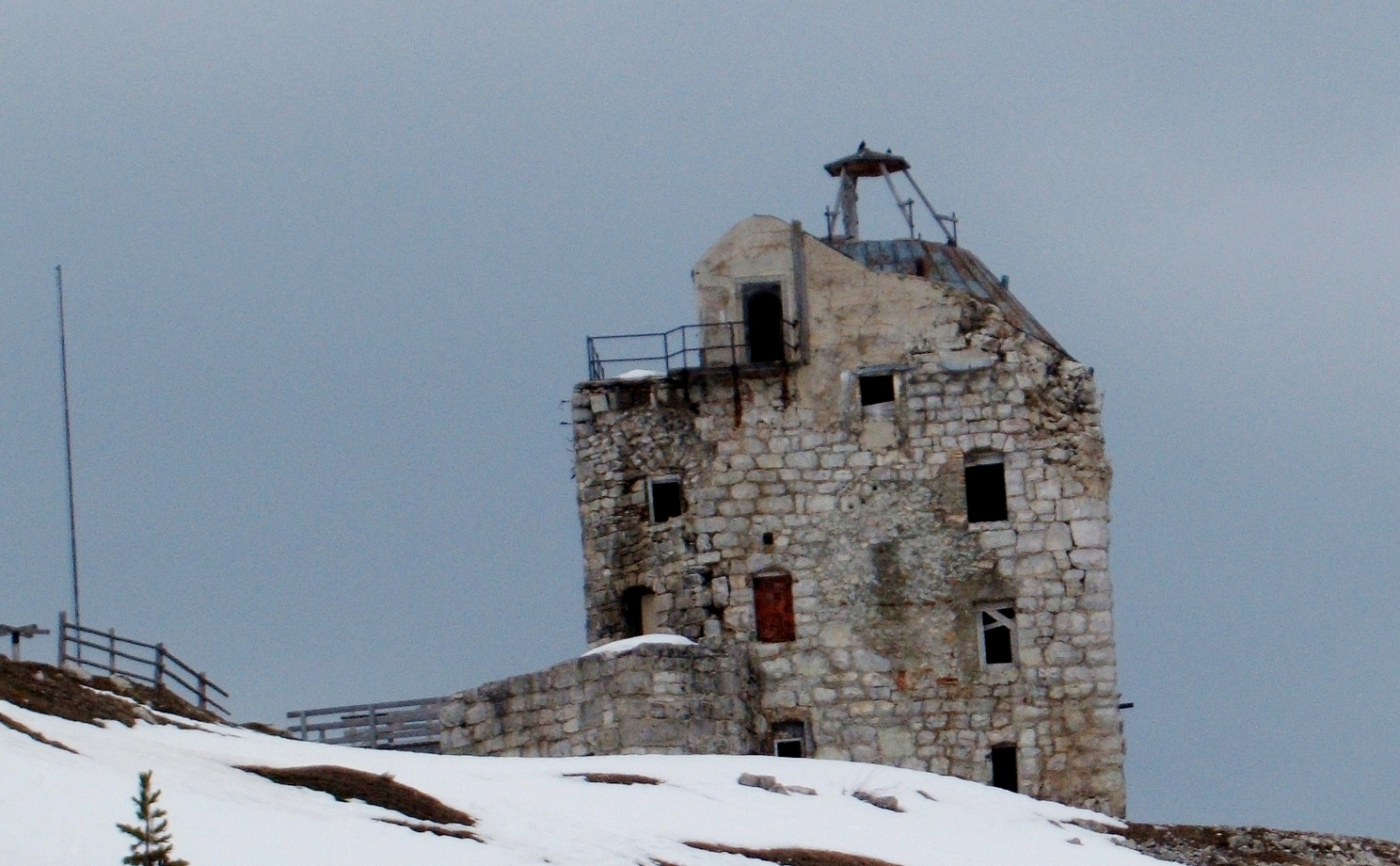
Il forte di Prato Piazza, in primavera

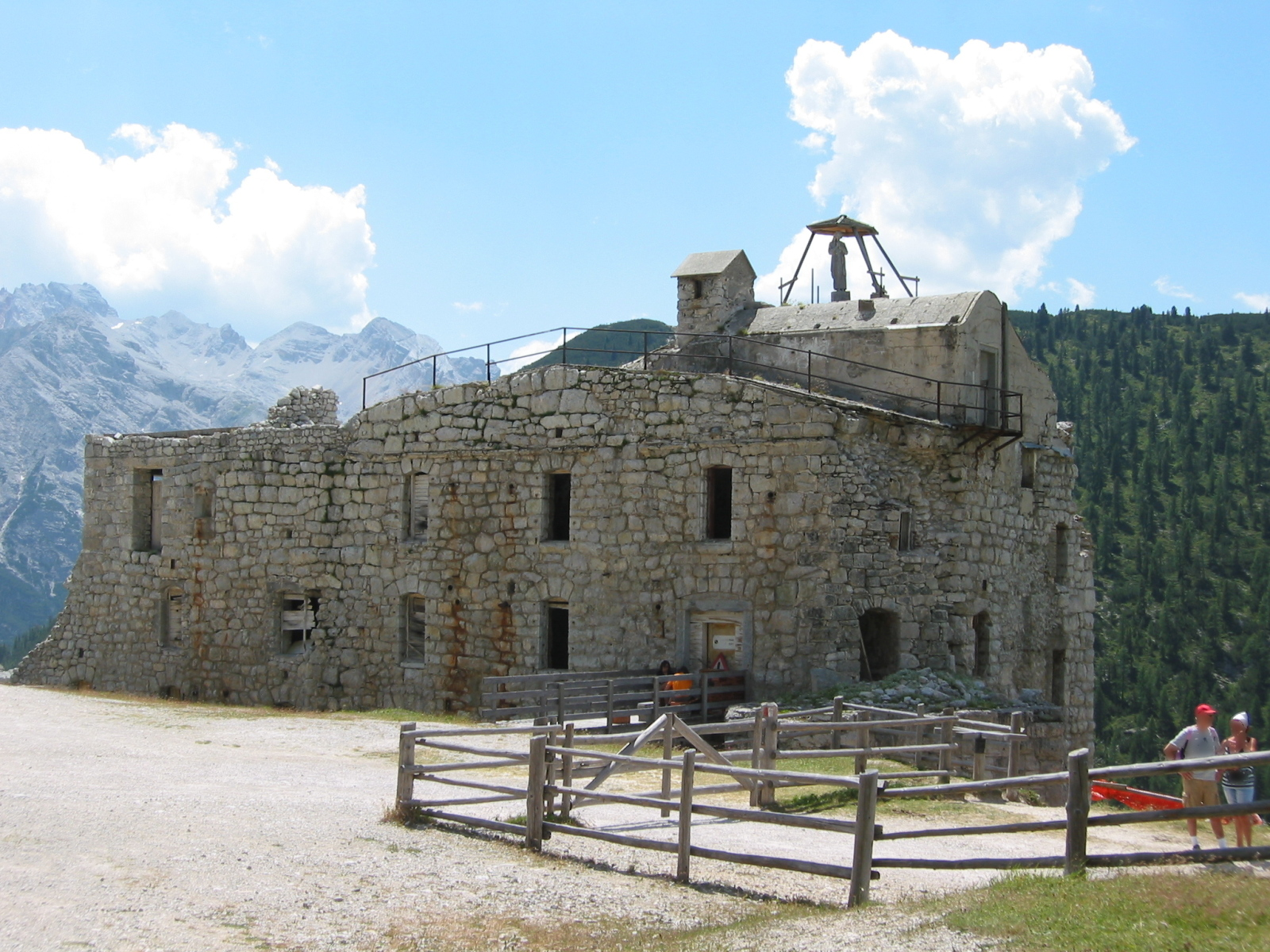
Il profilo nord-ovest del forte

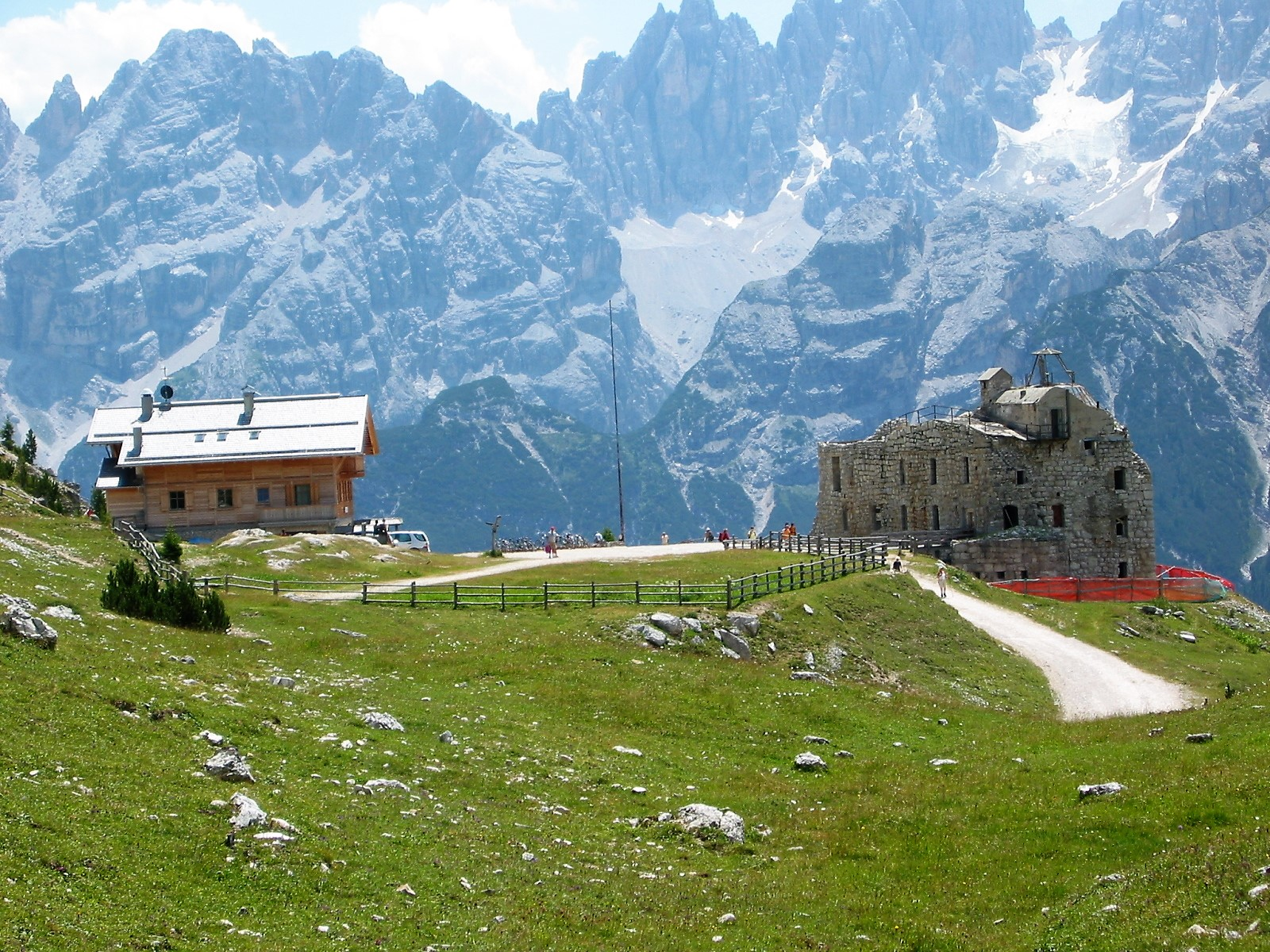
Vista del forte e della baita; alle spalle il Cristallo

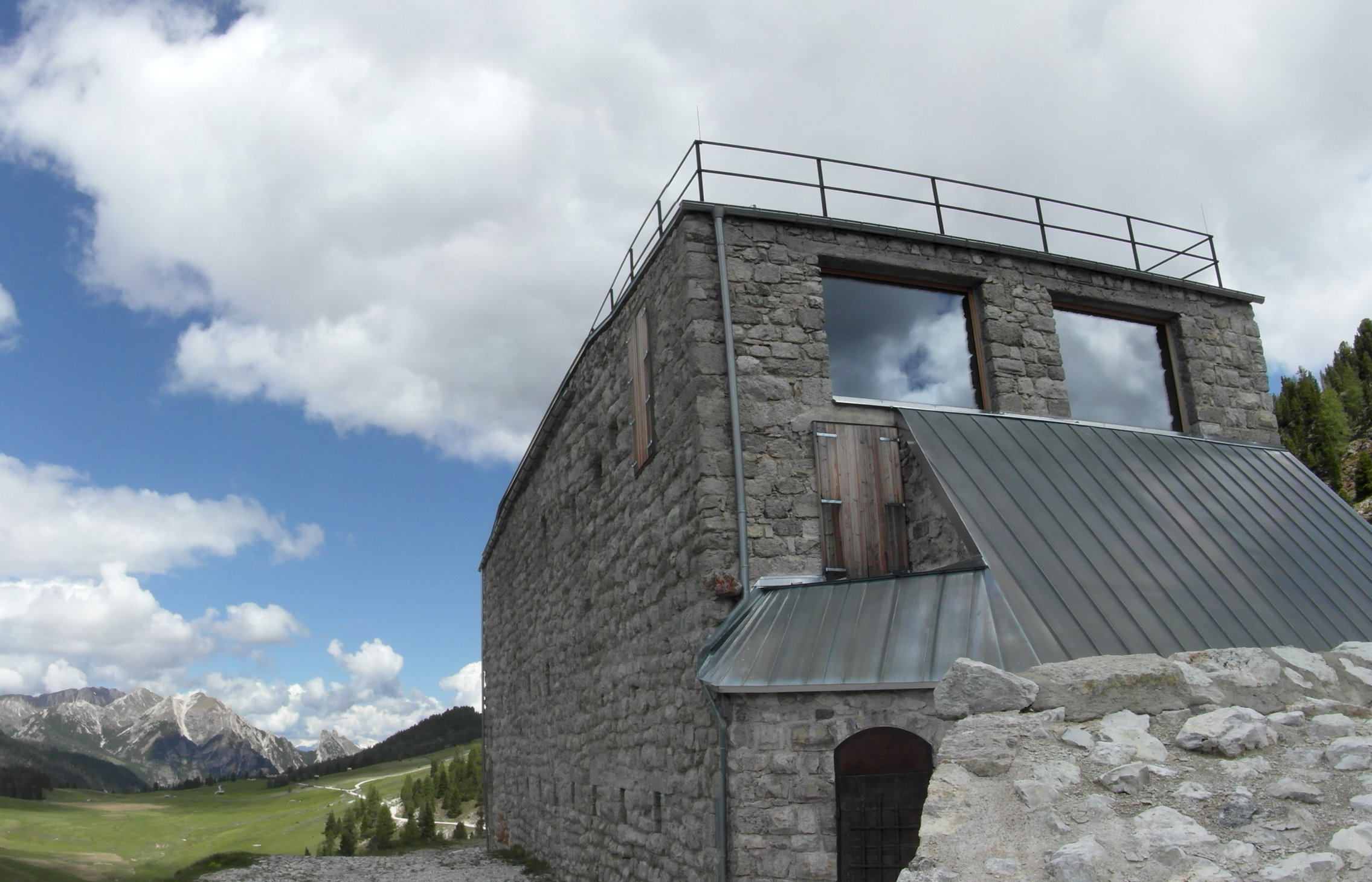
Altra vista del forte

All'inizio della prima guerra mondiale, il forte aveva quasi 30 anni, durante i quali gli armamenti erano mutati diverse volte, mentre la struttura non era stata modificata.
Durante la guerra il forte venne ripetutamente attaccato dall'artiglieria italiana posizionata di fronte, precisamente sul monte Cristallo. Per queste ragioni fu quindi disarmato e la sua artiglieria fu riposizionata all'aperto, in una postazione di tiro ideale.
Nonostante ciò, il forte si rivelò comunque utile come osservatorio, data la sua posizione elevata dalla quale si godeva un ottimo panorama sulle postazioni italiane.
Al forte era presente una guarnigione composta soltanto da una ventina di soldati.
Dopo la fine della guerra, il forte fu dismesso dal demanio militare italiano e divenne proprietà privata. Versò per diversi anni in uno stato disastroso, tanto che l'ingresso, le porte e le finestre erano sbarrati da travi di legno.
Nell'estate 2010 la RAI decise di registrare la serie televisiva Un passo dal cielo nei pressi del lago di Braies. In alcune scene della serie televisiva (principalmente nella terza puntata) si possono notare i rinnovamenti degli interni.

## Descrizione del forte
L'estensione del forte è molto contenuta: è costituito da un monoblocco compatto a spigoli in parte arrotondati, di una trentina di metri di lato, alto da 2 a 3 piani secondo la pendenza del terreno, con un'appendice superiore che serviva da osservatorio. Nonostante ciò, era molto importante come punto d'appoggio e di riferimento.
Di supporto al forte sono alcune postazioni campali situate in posizione più arretrata (sopra l'attuale rifugio).

## Armamenti principali
- 2 mortai in torrette corazzate calibro 150 Modello 80/96 in cannoniera minima;
- 12 mitragliatrici MG calibro 8 millimetri Modello 93;
- 2 cannoni da 90 millimetri.